# Fuertescusa
Fuertescusa es un municipio y localidad española de la provincia de Cuenca, en la comunidad autónoma de Castilla-La Mancha. El término municipal, ubicado en la comarca de la Serranía Alta, tiene una población de 69 habitantes (INE 2024).

## Geografía
Fuertescusa está a 57 km de la capital provincial, Cuenca. Las poblaciones más cercanas son Cañizares a 4 km, Cañamares a 8 km y Poyatos a unos 10 km.
El municipio está situado a una altitud de 998 m sobre el nivel del mar y el punto más alto del término corresponde al pico del Poste con 1429 m sobre el nivel del mar. 
Es un pueblo típicamente serrano, rodeado de grandes masas rocosas y espesos pinares. Se encuentra enclavado en la ladera de un valle lleno de pinares, encinas y chopos. La fauna local incluye buitres, barbos, ciervos, jabalíes, cabras y vacas. 

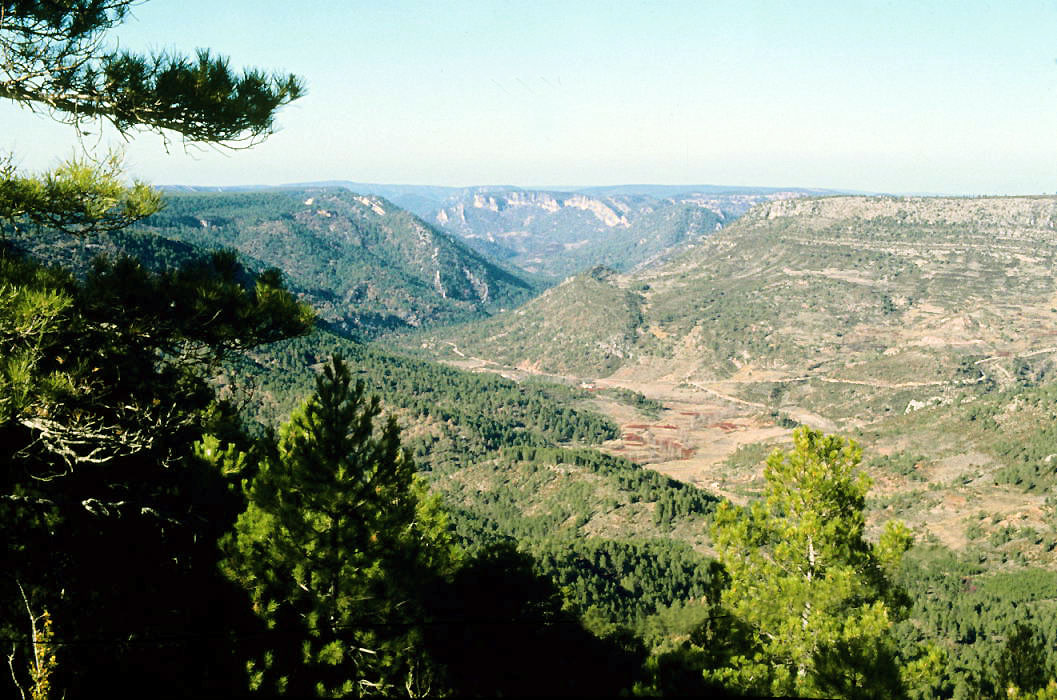
Valle del río Escabas

El término municipal es atravesado por el río Escabas, que tiene una longitud de 60 km y es afluente del río Guadiela, formando parte de la cuenca hidrográfica del Tajo. Junto al núcleo del población pasa el arroyo del Peral, que corre junto a la única carretera de acceso al pueblo hasta desembocar en el río Escabas, en el paraje conocido popularmente como «La Puerta del Infierno», donde se ubican tres túneles excavados en la roca en el año 1928 durante la construcción de la carretera.
Llegando al pueblo se encuentra una gran roca llamada «Piedra del Castillo», antigua atalaya defensiva natural que hoy alberga una Vía Ferrata con dos recorridos diferentes.

## Monumentos y lugares de interés

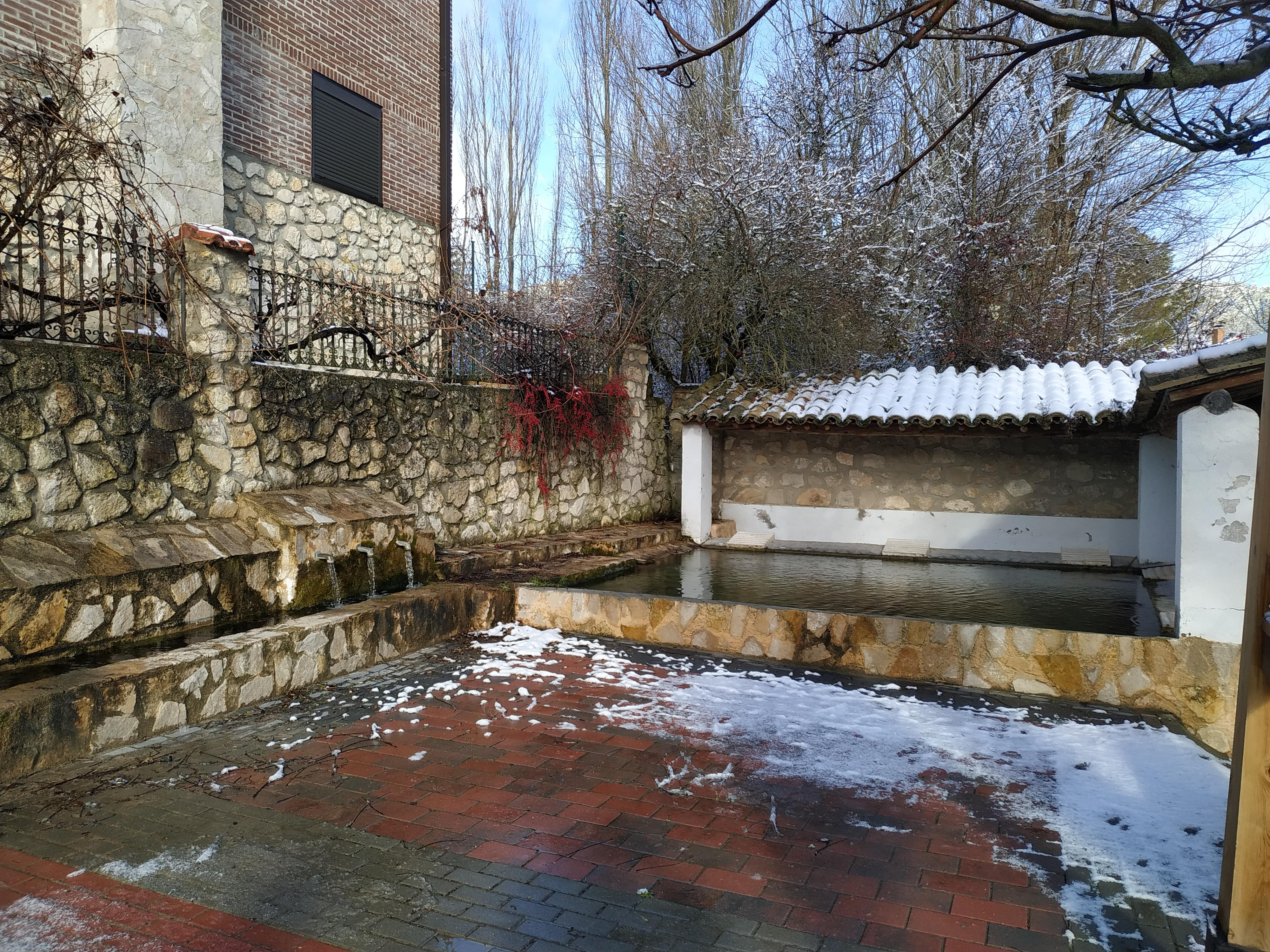
Lavadero de San Sebastián

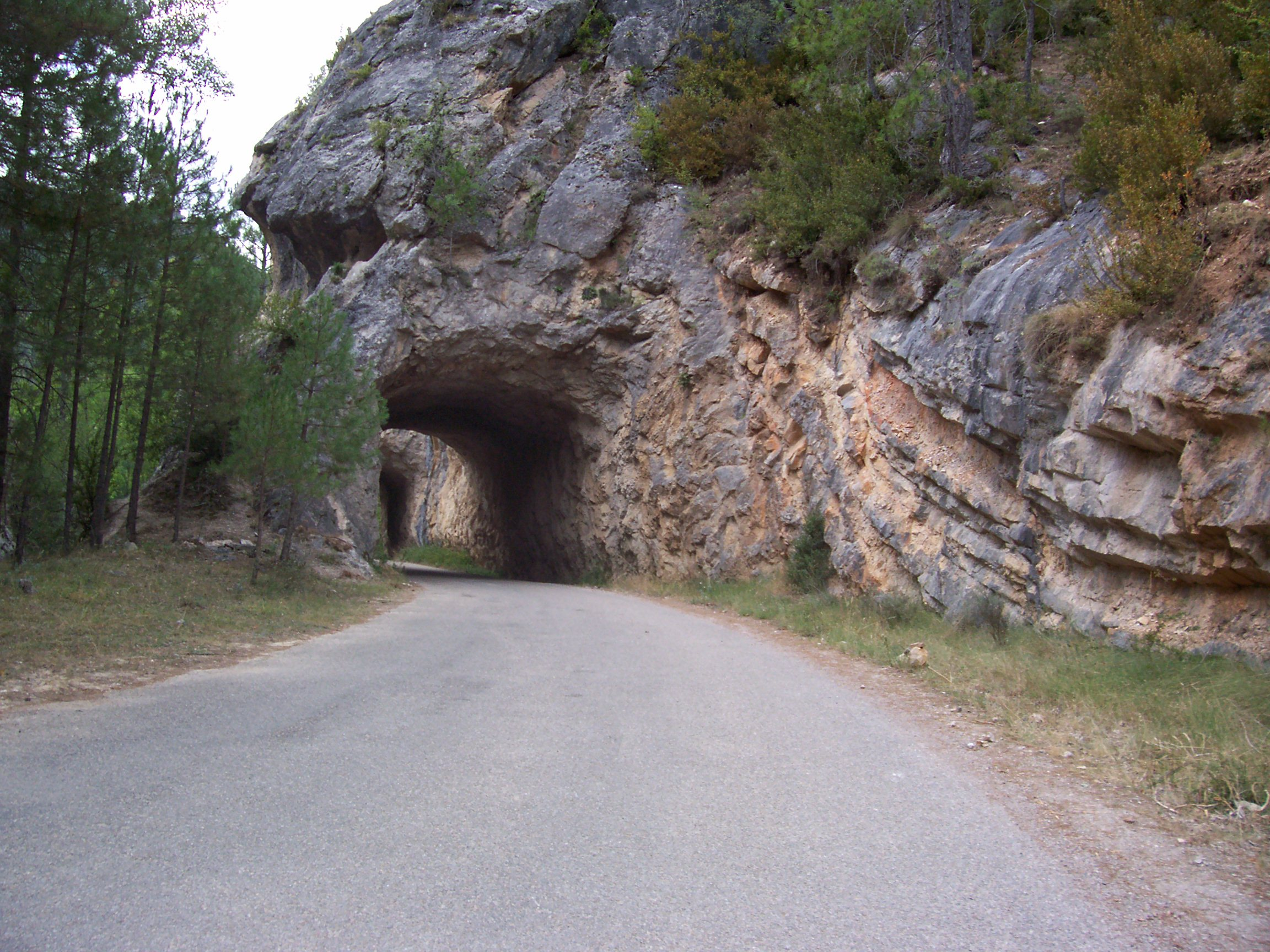
Puerta del Infierno